# Сентьеро ди Леонардо

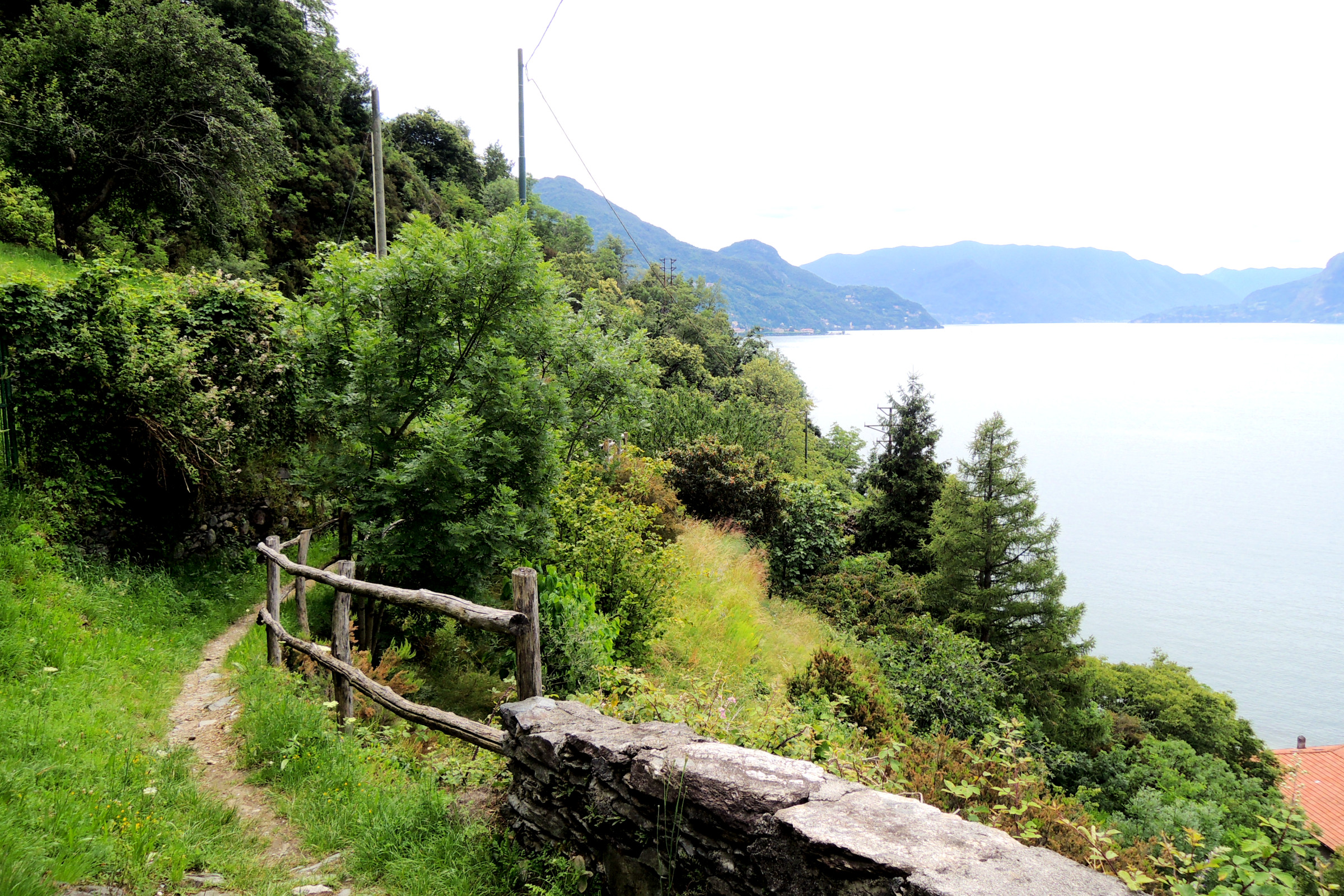
Часть Сентьеро ди Леонардо вдоль озера Комо

Сентьеро ди Леонардо (итал. Sentiero di Leonardo) — тропа в Северной Италии и Южной Швейцарии. Она названа в честь Леонардо да Винчи. Тропа была открыта в феврале 2019 года, к 500-летию со дня смерти Леонардо. Она проходит через места, которые были важными в жизни и творчестве Леонардо. Сентьеро ди Леонардо — не новая тропа. Она состоит из существующих пешеходных дорожек и троп, таких как Сентьеро-дель-Вианданте. Половина Сентьеро-ди-Леонардо проходит между Павией в Италии и Сан-Бернардино в Швейцарии вдоль восточной стороны озера Комо. Другая половина проходит между Павией и Сан-Бернардино вдоль западного берега озера Комо. Общая протяжённость маршрута составляет 540 километров. Чтобы пройти обе половины, нужно 26 дней.
Знаковые места для Леонардо да Винчи на озере Комо:

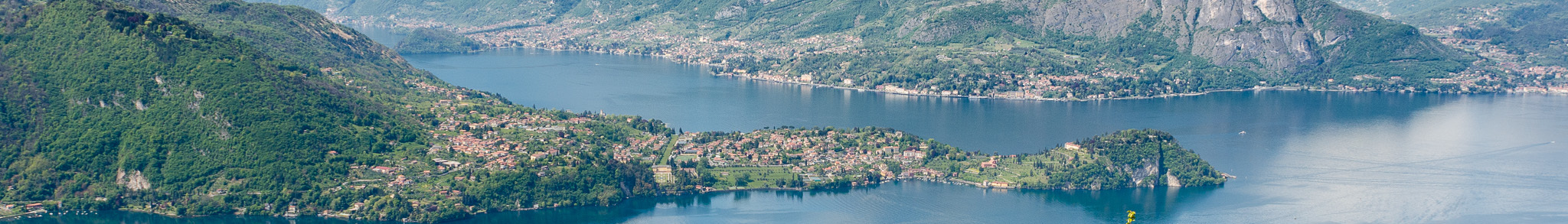
Вид на озеро Льерна Комо на Белладжио, которое считается самой красивой живописной точкой на всем озере Комо.

- Льерна
- Молочная река
- Пещера Фьюмелатте
- Ольчио
- Манделло дель Ларио
- Крепость Байедо
- Пещера Лаорка (озеро Комо)
- Кольцо Лиерны
- Пещера Монкодено
- Ченгенский водопад
- Пещера Белой Воды
- Монте Кукко
- Падение разбрызгивателя
- Падение Троджи